# Bollullos Par del Condado
Bollullos Par del Condado – miasto w Hiszpanii, we wspólnocie autonomicznej Andaluzja. W 2008 liczyło 13 906 mieszkańców.